# Siera Bearchell
Siera Bearchell (sinh ngày 15 tháng 2 năm 1993) là người nổi tiếng trong cuộc thi sắc đẹp người Canada, người mẫu, doanh nhân và nhà quan tâm tích cực về cơ thể, cô đã đăng quang Hoa hậu Hoàn vũ Canada 2016 và là đại diện cho Canada trong cuộc thi Hoa hậu Hoàn vũ 2016 tại Manila, nơi cô lọt vào top 9 chung cuộc.

## Tiểu sử
Bearchell sinh ra và lớn lên ở Moose Jaw, Saskatchewan. Khi còn là một thiếu niên cô là một vũ công. Cô bắt đầu theo học luật tại Đại học Luật Saskatchewan, tốt nghiệp với bằng Tiến sĩ Luật vào năm 2018.
Bearchell bắt đầu sự nghiệp thi hoa hậu của mình khi còn là một thiếu niên. Sau khi gặp xui xẻo vì cháy nhà, cô mong muốn theo đuổi hoạt động từ thiện thông qua cuộc thi hoa hậu sau khi được truyền cảm hứng từ sự giúp đỡ mà gia đình cô nhận được từ các tổ chức như Hội Chữ thập đỏ.

## Cuộc thi trong nước
Với cuộc thi ban đầu, cô tham gia thi Miss Teen Saskatchewan World 2009 và giành được danh hiệu và tiếp tục tiến đến Miss Teen Canada World 2009, cũng là giải mà cô đã giành được. Với tư cách là Miss Teen Canada World, cô đã tham gia cuộc thi Miss Teen World và lọt vào vị trí Á hậu 2..

## Hoa hậu Siêu quốc gia 2015
Bearchell sau đó đã tạm ngưng thi đấu và trở lại khi cô trưởng thành vào năm 2013. Cô bắt đầu tham gia cuộc thi Hoa hậu Hoàn vũ Canada 2013, nơi cô giành ngôi vị Á hậu 1 sau người chiến thắng Riza Santos. Sau đó, cô tham gia cuộc thi Hoa hậu Siêu quốc gia Canada 2015 và giành chiến thắng. Sau khi chiến thắng, cô là người đại diện cho Canada tại Hoa hậu Siêu quốc gia 2015 ở Krynica-Zdrój, Ba Lan và kết thúc với vị trí Á hậu 1.

## Hoa hậu Hoàn vũ 2016
Năm 2016, Bearchell trở lại Hoa hậu Hoàn vũ Canada, nơi cô đăng quang Hoa hậu Hoàn vũ Canada 2016, sau khi đăng quang ngôi vị Á hậu 1 vào năm 2013. Với tư cách là Hoa hậu Hoàn vũ Canada, cô được trao quyền đại diện Canada tại cuộc thi Hoa hậu Hoàn vũ 2016, sẽ được tổ chức tại Manila, Philippines.
Khi đặt chân đến Hoa hậu Hoàn vũ, Bearchell đã nhanh chóng trở thành nạn nhân của bắt nạt trên mạng, với các nhà bình luận đưa ra những nhận xét tiêu cực về cân nặng và ngoại hình của cô. Sau những cuộc tấn công này, Bearchell đã nhận được sự chú ý rộng rãi của giới truyền thông vì đã phá vỡ các tiêu chuẩn liên quan đến cơ thể của các thí sinh thi hoa hậu. Nhưng không chỉ những lí do đó mà cô phải bỏ cuộc, cô và cùng các thí sinh khác ủng hộ tích cực của cơ thể. Bearchell đã lọt vào Top 9 tại Hoa hậu Hoàn vũ 2016, trở thành thí sinh Canada đầu tiên lọt vào chung kết kể từ Alice Panikian dừng chân ở Top 10 tại Hoa hậu Hoàn vũ 2006.